# Nazionale femminile di pallamano della Spagna
La nazionale di pallamano femminile della Spagna rappresenta la Spagna nelle competizioni internazionali e la sua attività è gestita dalla Federazione di pallamano della Spagna (RFEBM). Nella sua storia ha partecipato più volte alle fasi finali sia del campionato mondiale sia del campionato europeo, ottenendo come migliore risultato un secondo posto mondiale nel 2019 e due secondi posti agli Europei 2008 e 2014. Nel 2012 ha vinto la medaglia di bronzo ai Giochi della XXX Olimpiade.

## Storia

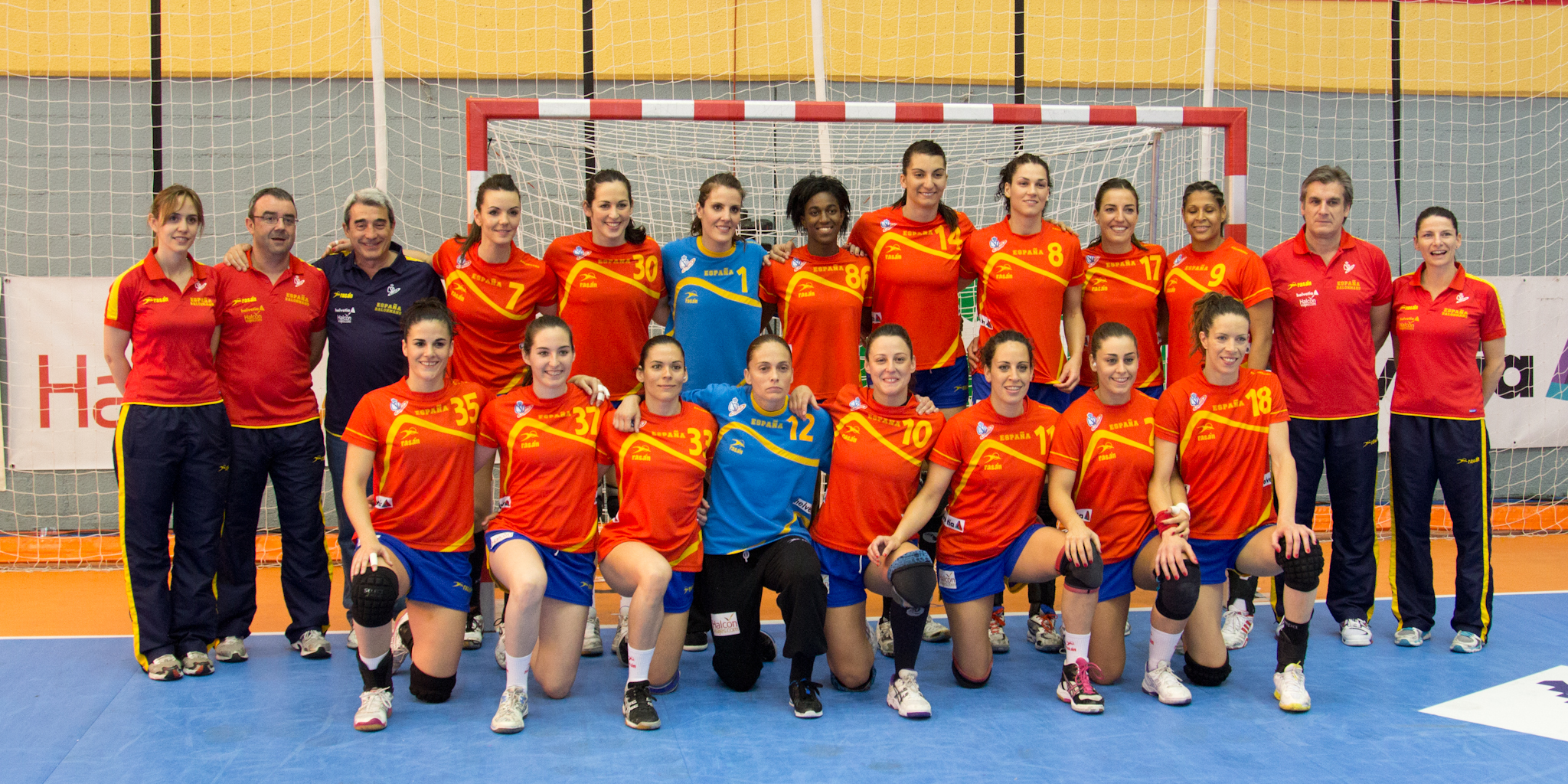
Selezione nazionale spagnola nel 2013.

La nazionale spagnola femminile fece la sua prima apparizione in un torneo internazionale nel 1975 in occasione delle qualificazioni al campionato mondiale 1975, venendo eliminata dalla Norvegia nella doppia sfida di spareggio. Nel 1979 a Spalato la nazionale prese parte al primo torneo femminile di pallamano ai Giochi del Mediterraneo, conquistando la medaglia d'argento dopo aver perso la finale contro la Jugoslavia.
Nel 1992 arrivò la prima partecipazione al torneo di pallamano ai Giochi olimpici, in qualità di rappresentativa del Paese ospitante i Giochi della XXV Olimpiade, organizzati a Barcellona. La Spagna perse tutte e tre le partite del girone nel quale era stata inserita, concludendo il torneo al settimo posto sulle otto nazionali partecipanti. Nell'anno successivo arrivò anche la prima partecipazione alla fase finale del campionato mondiale. Anche in quest'occasione perse tutte e tre le partite del girone nel turno preliminare, accedendo al girone per i piazzamenti, che concluse con una sola vittoria contro l'Angola e col conseguente 15º posto nella graduatoria finale. Nel 1998 la Spagna fece la sua prima presenza alla fase finale del campionato europeo, giunto alla sua terza edizione: il torneo venne concluso al 12º e ultimo posto dopo aver perso lo spareggio contro la Romania. Al campionato mondiale 2003 la Spagna conquistò il quinto posto nella graduatoria finale, dopo aver sconfitto la Norvegia nella finale per il quinto posto, ottenendo così la qualificazione al torneo di pallamano ai Giochi di Atene 2004. Al torneo olimpico le spagnole vennero eliminate dall'Ucraina ai quarti di finale, concludendo poi al sesto posto finale. Nel 2005 la Spagna vinse il suo primo torneo internazionale con la vittoria del torneo di pallamano ai XV Giochi del Mediterraneo, organizzati in casa ad Almería.
Il primo podio venne conquistato al campionato europeo 2008, disputato in Macedonia: dopo aver superato il turno preliminare, le spagnole superarono anche il turno principale grazie al secondo posto nel proprio raggruppamento, accedendo così alla fase a eliminazione diretta. In semifinale arrivò la vittoria sulla Germania, seguita poi dalla sconfitta in finale per 34-21 contro la Norvegia. Nel 2011 fu la volta della medaglia di bronzo al campionato mondiale, organizzato in Brasile: nel suo cammino nella fase finale le spagnole eliminarono prima il Montenegro e poi il Brasile, padrone di casa, per poi perdere la semifinale contro la Norvegia. Nella finale per il terzo posto le spagnole ebbero la meglio sulla Danimarca per 24-18, grazie soprattutto alle prestazioni del portiere Silvia Navarro, conquistando così il gradino più basso del podio. L'anno seguente la Spagna conquistò la sua prima medaglia olimpica, quella di bronzo, concludendo al terzo posto il torneo di pallamano ai Giochi di Londra 2012.
Dopo due undicesimi posti consecutivi, nel 2014 la Spagna tornò sul podio al campionato europeo: dopo aver superato a punteggio pieno il turno preliminare, concluse al secondo posto il proprio raggruppamento nel turno principale nonostante avesse perso due delle tre partite. In semifinale sconfisse il Montenegro per 19-18, in quella che fu la rivincita della semifinale persa ai Giochi di Londra 2012, grazie ancora una volta alle parate di Silvia Navarro. La finale mise di nuovo di fronte Norvegia e Spagna, con la vittoria che andò, anche in quest'occasione, alle norvegesi per 28-25. Nel 2018 arrivò la seconda medaglia d'oro ai XVIII Giochi del Mediterraneo, anche questi organizzati in casa a Tarragona. Nel 2019 la Spagna ottenne la sua migliore prestazione al campionato mondiale 2019, conquistando il secondo posto finale: la semifinale mise nuovamente di fronte le spagnole e le norvegesi, ma questa volta furono le spagnole ad avere la meglio per 28-22, raggiungendo la finale mondiale per la prima volta. La finale vide prevalere i Paesi Bassi per 30-29 grazie a un tiro di rigore all'ultimo minuto. Non andò meglio due anni dopo al campionato mondiale 2021 organizzato in casa, concluso al quarto posto finale. Dopo aver vinto le sette partite su sette, in semifinale fu nuovamente la Norvegia a bloccare il cammino delle spagnole, che persero anche la finale per il terzo posto contro la Danimarca.

## Partecipazione ai tornei internazionali
- dal 1976 al 1988: non qualificata
- 1992: 7º posto
- 1996: non qualificata
- 2000: non qualificata
- 2004: 6º posto
- 2008: non qualificata
- 2012:  3º posto
- 2016: 6º posto
- 2020: 9º posto
- 2024: 12º posto

- 1979:  2º posto
- 1987:  3º posto
- 1991:  3º posto
- 1993:  3º posto
- 1997: 5º posto
- 2001:  2º posto
- 2005:  Campione
- 2009: 4º posto
- 2013: 5º posto
- 2018:  Campione

- dal 1957 al 1990: non qualificata
- 1993: 15º posto
- 1995: non qualificata
- 1997: non qualificata
- 1999: non qualificata
- 2001: 10º posto
- 2003: 5º posto
- 2005: non qualificata
- 2007: 10º posto
- 2009: 4º posto
- 2011:  3º posto
- 2013: 9º posto
- 2015: 12º posto
- 2017: 11º posto
- 2019:  2º posto
- 2021: 4º posto
- 2023: 11º posto

- 1994: non qualificata
- 1996: non qualificata
- 1998: 12º posto
- 2000: non qualificata
- 2002: 13º posto
- 2004: 8º posto
- 2006: 9º posto
- 2008:  2º posto
- 2010: 11º posto
- 2012: 11º posto
- 2014:  2º posto
- 2016: 11º posto
- 2018: 12º posto
- 2020: 9º posto
- 2022: 9º posto

## Palmarès

### Olimpiadi
- (2012)

### Mondiali
- (2019)
- (2011)

### Europei
- (2008, 2014)

### Giochi del Mediterraneo
- (2005, 2018)
- (1979, 2001)
- (1987, 1991, 1993)

## Statistiche

### Record individuali

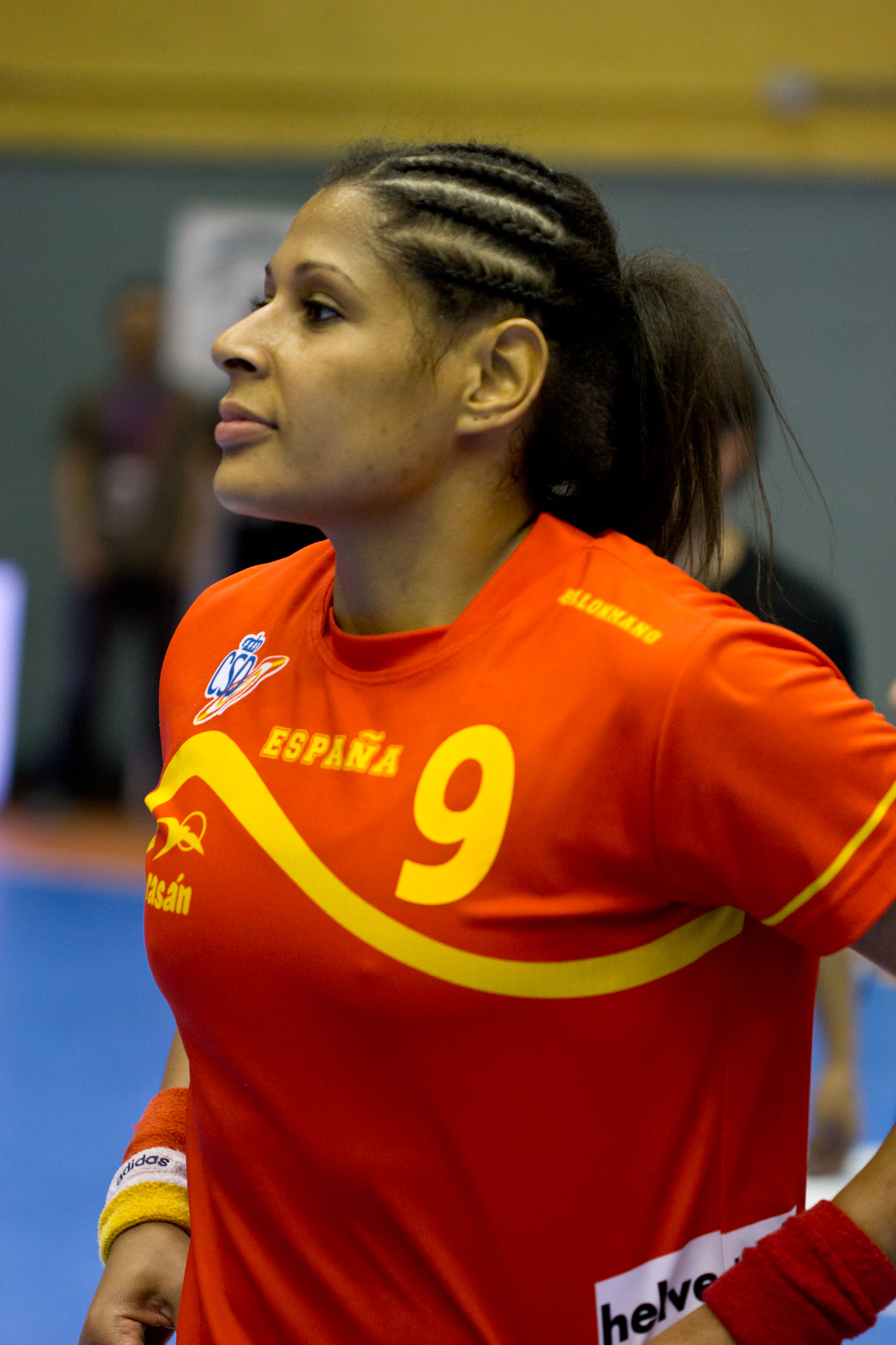
Marta Mangué, primatista di presenze e reti in nazionale.

Dati aggiornati al 19 dicembre 2021; in grassetto le giocatrici ancora in attività.
| Pos. | Nome                        | Presenze |
| ---- | --------------------------- | -------- |
| 1.   | Marta Mangué                | 301      |
| 2.   | Cristina Gómez Arquer       | 277      |
| 3.   | Carmen Martín               | 248      |
| 4.   | Macarena Aguilar            | 240      |
| 5.   | Silvia Navarro              | 237      |
| 6.   | Elisabeth Pinedo            | 201      |
| 7.   | Montserrat Puche Díaz       | 196      |
| 8.   | María Eugenia Sánchez Bravo | 195      |
| 9.   | Elisabeth Chávez            | 185      |
| 10.  | Beatriz Fernández Ibanez    | 182      |

| Pos. | Nome                  | Reti |
| ---- | --------------------- | ---- |
| 1.   | Marta Mangué          | 1034 |
| 2.   | Cristina Gómez Arquer | 897  |
| 3.   | Carmen Martín         | 858  |
| 4.   | Montserrat Puche Díaz | 736  |
| 5.   | Macarena Aguilar      | 638  |
| 6.   | Alexandrina Cabral    | 631  |
| 7.   | Nerea Pena            | 595  |
| 8.   | Elisabeth Pinedo      | 441  |
| 9.   | Susana Fraile Celaya  | 411  |
| 10.  | Noelia Oncina         | 406  |